# ديشاريات مصلبة
الديشاريات المصلبة (اسم علمي:†Stauropteridales) هي رتبة منقرضة من السراخس أو النباتات الشبيهة بالسراخس التي نمت في ما بين العصر الديفوني وفترة الفحمي المتأخر.